# Fanny Michaëlis
Pour les articles homonymes, voir Michaelis.
Fanny Michaëlis, née à Paris en 1983, est une illustratrice, auteure de bandes dessinées et musicienne française.

## Biographie
Fanny Michaëlis entre à l’École nationale supérieure des beaux-arts de Paris en 2003 dans l'atelier de peinture de François Boisrond. Elle poursuit ses études à l’institut Saint-Luc à Bruxelles où elle y acquiert les rudiments de la bande dessinée et obtient son diplôme en 2007.
Ses premiers travaux sont publiés dès 2008 aux éditions United Dead Artists (dirigé par Stéphane Blanquet) dans différents collectifs tels que Le Muscle Carabine ou Tendon Revolver. Illustratrice pour la presse, on retrouve ses dessins dans des revues et périodiques tels que Le Monde, Le Magazine littéraire, les Inrockuptibles ou XXI.
En 2010, elle réalise une biographie illustrée sur la vie de Peggy Lee, publiée par BD music. En 2011, elle commence une collaboration avec l'éditeur de bandes dessinées Cornélius, ce qui aboutit à l’ouvrage Avant mon père aussi était un enfant, publié en 2011, suivi de  Géante  en 2013. Fanny Michaëlis réalise ensuite deux albums pour la jeunesse : Dans mon ventre  et Une Île publiés aux Éditions Thierry Magnier. Sa bande dessinée intitulée Le Lait noir, s’inspire de l'exode de son grand-père, juif berlinois alors âgé de 17 ans, à travers l'Europe pendant la Seconde Guerre mondiale. Elle est éditée par les éditions Cornélius en 2016.
Fanny Michaëlis est aussi chanteuse et batteuse pour le groupe Fatherkid, qu’elle crée en 2012 avec le dessinateur Ludovic Debeurme rejoint en 2015 par la musicienne Donia Berriri. Par ailleurs, elle participe régulièrement à des expositions et concerts dessinés, comme ce fut le cas au Pulp festival de 2016 où elle réalise une performance avec Loo Hui Phang, Rodolphe Burger, Julien Perraudeau et Philippe Dupuy.
Elle a présidé, en 2022, le Grand Jury du Festival international de la bande dessinée d'Angoulême et signé l'une de ses affiches.
En 2024, elle dessine deux affiches dans le cadre de l'olympiade culturelle, une sur les Jeux olympiques, l'autre sur les Jeux paralympiques. La même année, on lui doit aussi l'affiche de l'événement « La BD à tous les étages » du Centre Pompidou, où elle figure parmi les auteurs exposés.

## Œuvres
- 2010 : Peggy Lee, Bd Music, label BD Jazz[3]
- 2011 : Avant mon père aussi était un enfant, Cornélius, coll. « Raoul »[11]
- 2013 : Géante, Cornélius, coll. « Raoul »[12]
- 2014 : Dans mon ventre, Thierry Magnier
- 2015 : Une Île, Thierry Magnier, coll[13].
- 2016 : Le Lait noir, Cornélius, coll. « Raoul »[5]
- 2022 : Affiche, Festival international de la bande dessinée d'Angoulême[9]
- 2024 : Affiches, Olympiade culturelle, Paris 2024[10]
- 2024 : Affiche, La BD à tous les étages, Centre Pompidou[1]

### Coloriste
- Epiphania, de Ludovic Debeurme, co-réalisées avec l'auteur, Casterman : 
  1. Tome 1, 2017[14]
  2. Tome 2, 2018
  3. Tome 3, 2019

## Principales expositions et installations
- Teen spirit, Arts Factory, Montreuil, 2011[15]
- Visages, Galerie 12mail, Paris, 2012[16]
- Diagonale des arts, Cahors, 2014[17]
- Un dessin est beau si la ligne est vivante, Le Pilori, Niort, 2015
- Le Lait noir, Séries Graphiques, Strasbourg, 2015[18]
- Le Lait noir, Monte en l'air, Paris, 2016[19]
- La redite en somme, ne s'amuse pas de sa répétition singulière, Palais de Tokyo, Paris, 2016 sur l'invitation de Sara Favriau[20]
- Bruit blanc, Topographie de l'art, Paris, 2018[21]
- La BD à tous les étages, Centre Pompidou, 2024[1]